# Mascezel
Mascezel, também designado como Mascizel ou Masceldelo (em latim: Masceldelus), foi líder mauro (berbere) do século IV, filho do rei Nubel, meio-irmão de Samaco e irmão de Gildão, Mazuca, Círia, Dio e o usurpador Firmo (r. 372–375), que tentou reclamar o trono de Valentiniano I (r. 364–375). Aparece em 374, quando, ao lado de Dio, comandou os povos tindenses e masinissenses contra o mestre dos soldados Teodósio, o Velho, mas foi derrotado duas vezes.
Mascezel é mencionado novamente em 397, no contexto da rebelião de seu irmão Gildão, quando o último tentou matá-lo e ele viu-se forçado a fugir para junto do ministro ocidental Estilicão na Itália; durante a fuga seus dois filhos ficaram para trás e foram mortos por seu tio. Em 398, retornou à África no comando de 5 000 unidades legionárias com as quais conseguiu derrotar Gildão, que havia se revoltado contra o Império Romano do Ocidente. Ao retornar para a Itália, foi morto por afogamento, possivelmente sob ordens de Estilicão.